# North Plains (Oregon)
North Plains – miasto w Stanach Zjednoczonych, w stanie Oregon, w hrabstwie Washington.